# Амалатское сельское поселение
Се́льское поселе́ние «Амалатское» (бур. Амалатын hомон) — муниципальное образование в Баунтовский эвенкийском районе Бурятии Российской Федерации.
Административный центр — посёлок Монгой.

## История
Статус и границы сельского поселения установлены Законом Республики Бурятия от 31 декабря 2004 года № 985-III «Об установлении границ, образовании и наделении статусом муниципальных образований в Республике Бурятия»

## Население
| 2002 | 2011 | 2012 | 2013 | 2014 | 2015 | 2016 |
| ---- | ---- | ---- | ---- | ---- | ---- | ---- |
| 336  | ↘228 | ↘217 | ↘208 | ↘192 | ↘182 | ↗187 |
| 2017 | 2018 | 2019 | 2020 | 2021 | 2023 | 2024 |
| ↘183 | ↘171 | ↗175 | ↘164 | ↗165 | ↘161 | ↘155 |

## Состав сельского поселения
| № | Населённый пункт | Тип населённого пункта          | Население |
| - | ---------------- | ------------------------------- | --------- |
| 1 | Байса            | посёлок                         | →0        |
| 2 | Бугунда          | посёлок                         | ↘20       |
| 3 | Монгой           | посёлок, административный центр | ↘205      |
| 4 | Торм             | посёлок                         | →0        |